# Stenigot radarállomás
Koordináták: é. sz. 53,328781°, ny. h. 0,118476°53.328781°N 0.118476°W

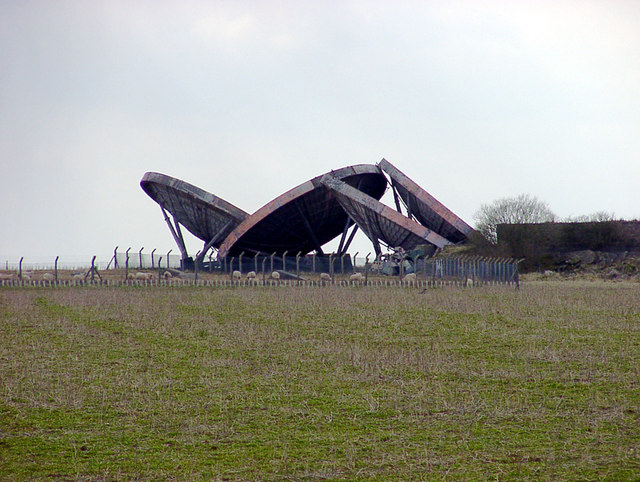
A négy parabolaantenna (2006)

A Stenigot radarállomás (hivatalos nevén: RAF Stenigot, bővebben: Royal Air Force Stenigot) egy brit radarállomás volt Stenigot község közelében, Lincolnshire megyében (Nagy-Britannia). Eredeti szerepe az volt, hogy a második világháború alatt a német Luftflotte V esetleges légi támadásait észlelje a radarjai segítségével Sheffield és Nottingham irányában. Az ún. Chain Home radarlánc egyik állomása volt a húszból.
Építése 1938-ban kezdődött, 1940-ben kezdett üzemelni, és eredeti formájában 1955-ig üzemelt. Ez alatt négy kisebb antenna szolgált a jelek vételére, négy további pedig az adásra. 
1959-ben, a hidegháború alatt a berendezéseket korszerűsítették, négy 18-méter átmérőjű parabolaantennát helyeztek üzembe, az állomás a NATO ACE High nevű kommunikációs hálózatának részévé vált (ACE = Allied Command Europe). Feladata az volt, hogy az esetleges szovjet repülőgépek támadásait időben észlelje. A berendezéseket az 1980-as években nagyrészt leszerelték, 1996-ban végleg lebontották. A helyszínen csak a betonépületek alapjai és négy parabolaantenna maradt, amik eredeti tornyukról leszerelve a földön hevernek. A helyszín brit katonai emlékhely.

## Fordítás
Ez a szócikk részben vagy egészben  a   RAF Stenigot című angol Wikipédia-szócikk fordításán alapul.  Az eredeti cikk szerkesztőit annak laptörténete sorolja fel. Ez a jelzés csupán a megfogalmazás eredetét és a szerzői jogokat jelzi, nem szolgál a cikkben szereplő információk forrásmegjelöléseként.